# Chessy (Rhône)
Chessy (auch: Chessy-les-Mines) ist eine französische Gemeinde mit 2058 Einwohnern (Stand: 1. Januar 2022) im  Département Rhône in der Region Auvergne-Rhône-Alpes. Sie gehört zum Arrondissement Villefranche-sur-Saône, zum Kanton Val d’Oingt und ist Mitglied im Gemeindeverband Beaujolais Pierres Dorées. Die Einwohner werden Cassissiens genannt.

## Geographie
Chessy liegt rund 18 Kilometer nordwestlich von Lyon und etwa 19 Kilometer südsüdwestlich von Villefranche-sur-Saône noch im Weinbaugebiet Bourgogne am Azergues.

### Nachbargemeinden
Umgeben wird Chessy von den Nachbargemeinden Bagnols im Norden, Châtillon im Osten und Südosten, Saint-Germain-Nuelles im Süden sowie Le Breuil im Westen.

## Geschichte
Bis in die jüngere Vergangenheit hinein wurde in Chessy Kupfer, aber auch Azurit abgebaut.

### Bevölkerungsentwicklung
| Jahr                       | 1962 | 1968 | 1975 | 1982 | 1990 | 1999 | 2006 | 2012 |
| Einwohner                  | 878  | 942  | 977  | 1098 | 1262 | 1313 | 1509 | 1824 |
| Quellen: Cassini und INSEE |      |      |      |      |      |      |      |      |

## Sehenswürdigkeiten
- Kirche Nativité-de-Notre-Dame
- Schloss Chessy, seit 2004 Monument historique
- Schloss Courbeville, seit 1926 Monument historique

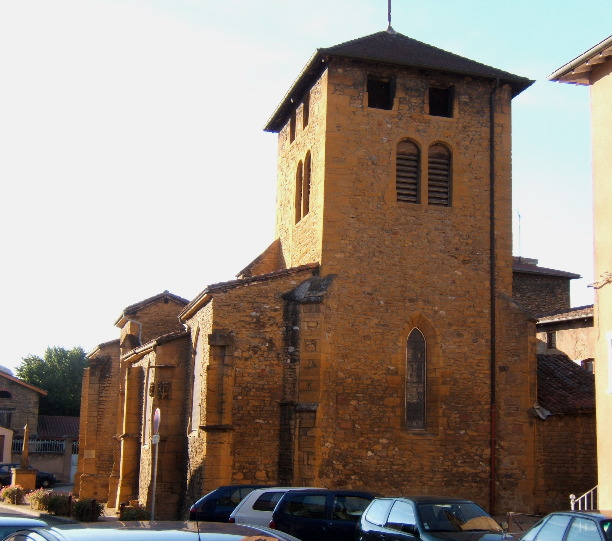
Kirche Nativité-de-Notre-Dame
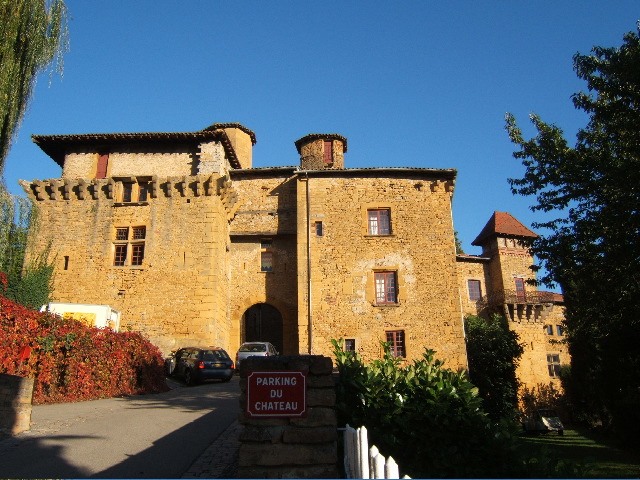
Schloss Chessy
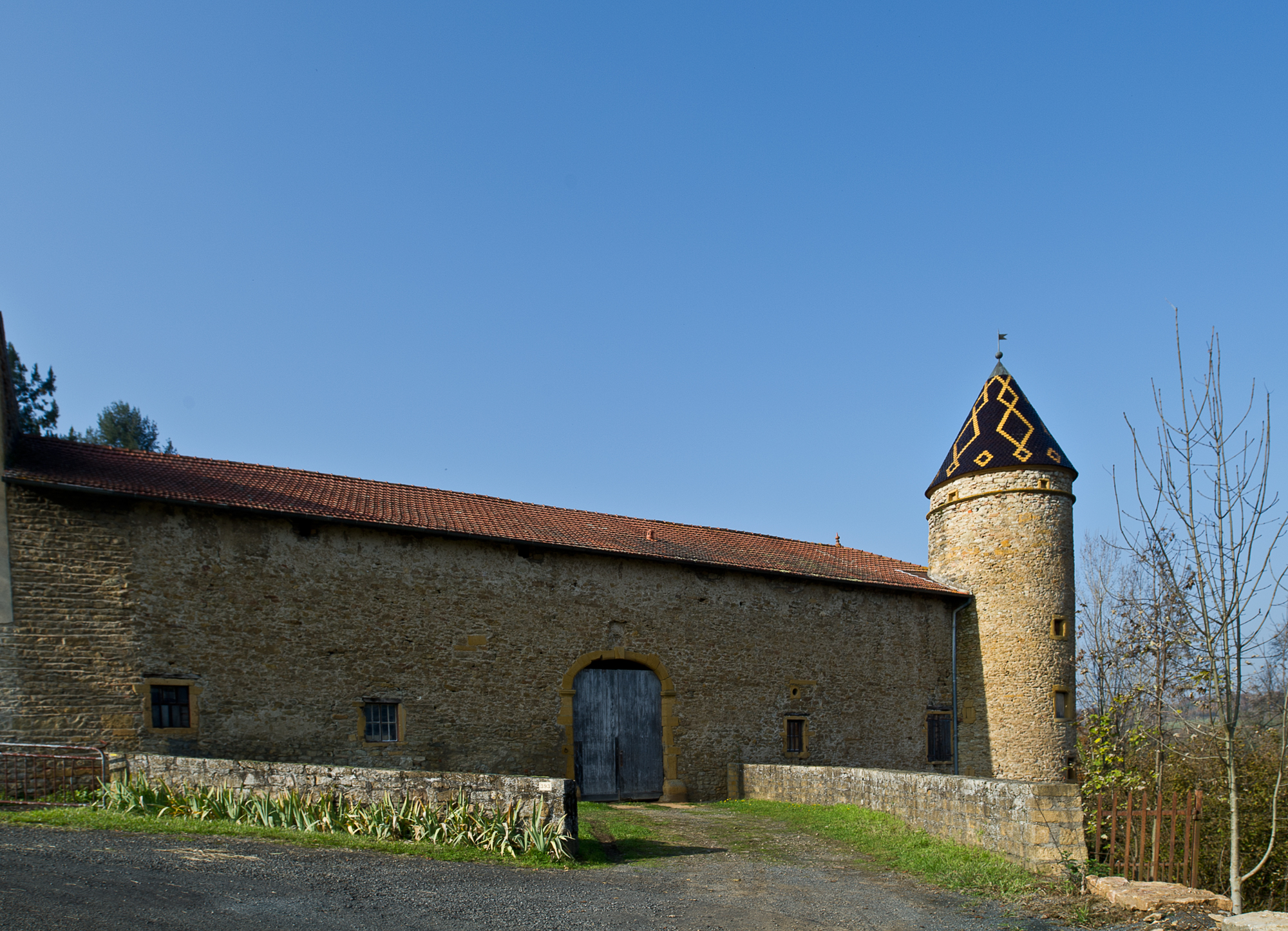
Schloss Courbeville